# 2016-os Pillangó utcai metróbaleset
A Pillangó utcai metróbaleset a budapesti M2-es metróvonal Pillangó utcai állomásán történt vasúti baleset. 2016. december 5-én, hétfőn reggel 6 óra 44 perckor az állomáson várakozó, Déli pályaudvar felé közlekedő szerelvénynek nekiütközött az azt követő érkező szerelvény. Ez volt az első súlyosabb kimenetelű baleset a budapesti metró történetében. A baleset nem járt halálesettel, de az ügyészség szerint összesen huszonegyen sérültek meg, közülük öt utas sérülései minősültek súlyosnak.

## Háttér

### A helyszín
A budapesti M2 metróvonal Pillangó utcai állomása a felszínen található. A metró pályája itt párhuzamosan fut a Kerepesi úttal, a pálya egyenes és gyakorlatilag vízszintes. A pályát a közterülettől betonkerítés választja el.

### A jármű és a CBTC-rendszer
A budapesti M2 metróvonalra egy 2005-ben kiírt tendert követően, a győztes Alstommal 2006. május 30-án aláírt szerződés után 22 db egyenként 5 kocsis, 100 m hosszú szerelvény került. Az első szerelvény 2009-ben érkezett meg. Ezek a szerelvények teljes hosszában átjárhatók. Utasok nélküli tömege 160 tonna. Üzemi fékútja 180 méter, vészfékezéssel 170 méter. A szerelvény öt kocsiját a következők szerint jelölik: Mc1, M1, T, M2, Mc2. Az Mc kocsik hajottak és vezetőfülkéje van, az M kocsik hajtottak, a T kocsi egy pótkocsi (nem hajtott), de légfékkel van ellátva. A szerelvényen az üzemi fék az elektrodinamikus fék. A fő fékje a közvetlen pneumatikus fék, amely tengelyenként egy tárcsafék. Mindegyik kocsi csúszásvédelemmel van ellátva. Az első Alstom 2012. szeptember 7-én állt forgalomba.
A metróvonalon 2013-ban lecserélték a korábban használt Domino biztosítóberendezést, a korszerű, modern és a világ számos metróvonalán alkalmazott CBTC-rendszerre („Communications-based train control”, magyarul: „Kommunikáció alapú Vonatvezérlő Rendszer”). Ugyanez a biztosítóberendezés működik a 2014-ben átadott budapesti M4-es metróvonalon is, amelyen vezető nélküli üzemmódban közlekednek a szerelvények. Az M2-es vonalon a CBTC-rendszert teljeskörűen 2013. december 8-án helyezték üzembe. A rendszer lehetővé tette az egyfős vonatszemélyzet alkalmazását, ezért ugyanekkor a vonalon megszűnt a motorkocsi-segédvezető munkakör.
A CBTC-rendszerben a vonatokat számítógép vezérli, virtuális térközök vannak, a rendszer a vonatok közötti távolságot figyeli a korábbi térközjelzők helyett, a vonatok így a pályaoldali berendezésekkel is kommunikálva közlekednek. Ez lehetővé teszi, hogy a vonatok akár 10 m-re is megközelítsék egymást, ezzel hatékonyabbá téve a vonatkövetési időközöket. A korábbi orosz kocsik idejében a korábbi biztosítóberendezés fix térközök biztosításával jelentős távolságot tartott két szerelvény között, amely nem tette lehetővé, hogy a szerelvények ilyen közel megközelítsék egymást.
A BKV oktatása szerint a biztosítóberendezésnek váratlan körülmények ellenére is időben meg kell állítania a szerelvényt, illetve a járművezető rosszulléte esetén is a szerelvény biztonságosan behalad az állomásba. Az automata rendszer gyakorlatilag kizárja az emberi tényezőt, akkor sem engedi a sebesség túllépését, ha a vonatvezető kísérletet tenne rá.

## A baleset
2016. december 5-én reggel egy vonat meghibásodása miatt torlódás alakult ki. 6 óra 42 perckor érkezett az Örs vezér tere irányából a Pillangó utcai állomásra a K11-es számú, 490–494-es pályaszámú szerelvény, amely várakozott az állomáson, abból a célból, hogy a metróban megszokott forgalomszervezés szerint ne kelljen az alagútban megállnia a szerelvénynek. A mögötte közlekedő K15-ös számú, 465–469-es pályaszámú szerelvényt a menetirányító vágányfelszabadítás céljából indította el az Örs vezér teréről a Déli pályaudvar felé. A vonat a fékezés során megcsúszott, majd 6 óra 44 perckor az állomáson várakozó szerelvénynek ütközött. A baleset során az ügyészség szerint öt utas súlyosan, 16 személy könnyebben megsérült.
A balesetről a BKV fődiszpécsere a Közlekedésbiztonsági Szervezetet 6 óra 57 perckor értesítette. Az esemény következtében a forgalmat leállították a Puskás Ferenc Stadion és az Örs vezér tere között, délután 17 óra 30 percig metrópótló autóbuszok közlekedtek. Ezt követően sebességkorlátozásokat vezettek be az érintett szakaszon.
A balesethez a fővárosi hivatásos tűzoltókat is riasztották. Az Országos Mentőszolgálat öt egységgel szállt ki a helyszínre, kilenc embert vittek kórházba, zúzódásokkal, végtagsérülésekkel.

## Reakciók
A baleset napján Bolla Tibor, a BKV vezérigazgatója azt nyilatkozta, hogy műszaki hibára utaló jelek egyelőre nincsenek, a fékrendszer minden vizsgán átment, így nem zárják ki az emberi mulasztás lehetőségét sem, hozzátéve, hogy a baleset pontos okát részletes vizsgálat fogja kideríteni. Azt is elmondta, hogy 20–30 éve probléma, hogy az őszi-téli időszakban a sínek eljegesednek vagy falevelek kerülnek a pályára, ami csúszásveszélyt okoz.
A BKV-nál működő Egységes Közlekedési Szakszervezet tiltakozását fejezte ki amiatt, hogy a BKV vezetése a baleset után azonnal bűnbakot keres, és emberi mulasztást említ, ezzel a munkavállalókra mutogat. A szakszervezet szerint a döntéshozók, és a tulajdonosi körben is keresni kell a felelőst.
A Budapesti Rendőr-főkapitányság (BRFK) a vasúti közlekedés veszélyeztetése miatt indított büntetőeljárást, a baleset másnapján házkutatást tartottak a metró járműtelepén.

## A vizsgálat
A magyar jogszabályok alapján az esemény kivizsgálását a Közlekedésbiztonsági Szervezet (KBSZ) végezte. A KBSZ a zárójelentést 2017. december 15-én tette közzé.

### A baleset előtti napokon
A KBSZ jelentése szerint az erős, észak-nyugati szél a Kerepesi útra, illetve a metró pályájától észak-nyugati irányban lévő, szélcsatornaként működő Róna utcából a faleveleket felkapta és pálya irányába vitte. A vonatok által kellett menetszél szétterítette a leveleket az Örs vezér tere és Pillangó utca állomások között. Ehhez hozzájárult, hogy az Alstomok tárcsafékkel vannak ellátva, a kerekek futófelületén fékezéskor rajta maradnak a szennyeződések. A korábbi orosz vonatok tuskófékkel voltak ellátva, azok kerekei minden pneumatikus fékezés során tisztultak. A síneken lévő leveleket a járművek kerekei szétpréselték, azokból olajos anyag került a sínekre, amely jelentősen csökkentette a járművek és a pálya közötti súrlódást.
2016. december 2-án reggel az egyik Déli pályaudvar felé tartó vonat nem tudott megállni a Pillangó utca állomáson, majd ezt követően további három vonat vészfékezett, mert a fedélzeti berendezése elvesztette a kapcsolatot a pályaoldali berendezéssel. 6.43-kor a menetirányító leállította a közlekedést, amely 8.11-kor indult újra. A pályafenntartási dolgozók a csúszósnak találták a pályát, összeszedték a faleveleket, valamint kézzel homokot szórtak a pályára. A forgalom beindulása után 30 km/h-s sebességkorlátozást rendeltek el az érintett szakaszon. Az intézkedések ellenére két vonat személyzete jelentett hibát, és egy vonat kicsúszott az állomásról. A BKK közlése szerint ekkor a biztosítóberendezés meghibásodása miatt nem közlekedtek a szerelvények a Deák tér és az Örs vezér tere között.
December 3-án éjjel avargyűjtést végeztek a felszíni szakaszon, és kézzel homokot szórtak a pályára. A legelső biztonsági járat még nem, de a második vonat járművezetője már csúszós pályát tapasztalt, ezért kézi vezetési módot rendelt el a menetirányító. Az egyik vonat azonban kicsúszott az állomásból, de a járművezető ebben az esetben AM („automata”) üzemmódban közlekedett. Később egy másik szerelvény is kicsúszott az állomásról. December 4-én nem volt probléma.

### A baleset bekövetkezése
A K15-ös számú vonat ATPM üzemmódban („ellenőrzött kézi vezetés”) indult el az Örs vezér teréről. Indulás után 356 méter megtételével 57,9 km/h sebességig gyorsult. A vonóerő megszűnése után a szerelvény lendületből gurult még 341 métert, miközben a sebessége jóformán nem változott. Egy kis mértékű gyorsítást követően a járművezető megkezdte a fékezést, a rendszer által kijelölt megállási ponttól 344 méterre. A vonat kismértékű lassulása után, kb. 51–54 km/h sebességnél az első kocsin megcsúsztak a kerekek. A hajtásvezérlő automatikusan csökkentette a fékezőnyomatékot, a járművezető pedig csökkentette a fékerőt, amely után a csúszás megszűnt. Az ütközés előtt 32 másodperccel (263 méterrel) a járművezető kb. 46–49 km/h sebességnél 53,4%-ra fékerő-igényt vezérelt. Ezúttal már az összes hajtott kocsi (Mc és M kocsik) kerekei megcsúsztak. A járművezető a megszokottól jelentősen kisebb lassulás és a csökkenő távolság miatt előbb kicsit növelte a fékerőt, majd maximális fékhatást vezérelt, kezelte a vészütőgombot is, de ezeknek a vonat mozgása szempontjából már nem volt hatása. Az ütközés előtt 26 másodperccel (218 méterrel) az összes hajtott kocsin megálltak a kerekek, a továbbiakban a vonat álló kerekekkel csúszott tovább, de a nem hajtott 467-es pályaszámú (T kocsi) kerekei továbbra is gördültek. A vonat adatrögzítői szerint ekkor a vonat sebessége 0 km/h volt, az álló kerekek miatt, így az adatrögzítőből nem tudták megállapítani az ütközési sebességet. Az ütközési sebességet az állomási kameraképek alapján állapították meg, amely körülbelül 18–20 km/h lehetett. A KBSZ megállapította, hogy élet- és balesetveszély alakult ki.
A KBSZ jelentése alapján a két szerelvényen körülbelül 500 utas volt. A másodikként érkező vonatból az utasok az első kocsi harmadik ajtajánál vésznyitó segítségével hagyták el a vonatot. Pánik nem alakult ki a szerelvényeken.
A járművezető a baleset időpontjában 61 éves volt, nem főállásúként volt szolgálatban. A KBSZ jelentése szerint a szükséges vizsgákkal rendelkezett, az adatrögzítők alapján a vezetéstechnikája megfelelő volt. Az érvényben lévő szabályok szerint a baleset időpontjában a pályára engedélyezett sebesség 70 km/h volt, ezáltal a rendszer 64 km/h sebességet engedett. A szerelvény üzemi fékútja 180 méter, ugyanakkor a járművezető majdnem kétszer ekkora távolságról, a megállási pont előtt 344 méterrel kezdett fékezni, ezt a tevékenységét biztonságosnak írták le. Az ütközés után sokkos állapotba került, a mentésben nem tudott részt venni. Az eset óta a járművezető nyugdíjba vonult.

### Rekonstruálási kísérletek, próbafutások
2017. február 17-én és 21-én az éjjeli üzemszünet során a BKV Zrt, a Rendőrség, a Ganz-Skoda, az Alstom Hungaria, az Alstom Franciaország tervezésében és lebonyolításában bizonyítási kísérleteket végeztek. 17-én a balesetben nem érintett 450–454 pályaszámú szerelvénnyel, 21-én pedig a balesetezett 465–469 pályaszámú szerelvénnyel végeztek próbafutásokat a Örs vezér tere – Pillangó utca szakaszon. A próbák során külön erre a célra további műszereket és mérőeszközöket szereltek a vonatokra, a BKV által meghatározott műterhelést is elhelyeztek az utastérben. A próbák előtt különböző arányban kevert szappanos vízzel kenték be a pályát, ezzel csökkentve a tapadást. A próbák során az eseményt nem tudták rekonstruálni, ugyanakkor a vonat kerekei megcsúsztak és rövid szakaszokon blokkoltak is, de jóval rövidebb volt a fékútjuk és hamarabb meg tudtak állni, mint a balesetkor.

### Megállapítások
A KBSZ megállapította, hogy a kedvezőtlen időjárás miatt a sínek csúszóssá váltak, az Alstom szerelvények nem rendelkeznek olyan berendezésekkel, amely a tapadást javítaná. A csúszós pálya megszüntetésére irányuló tevékenységek nem voltak elegendők az esemény megelőzésére és folyamatos sebességkorlátozást nem vezettek be. A metró szabályzata rendkívüli időjárás esetére nem tartalmaz előírásokat. A járművezetők kedvezőtlen időjárás esetén történő közlekedésre nem rendelkeznek megfelelő kézi vezetési rutinnal.

## Károk
Az esemény következtében a két vonat súlyosan rongálódott. Az ütközési energiát többnyire az ütköző- és vonókészülékek nyelték el, ezek rongálódtak a legjobban, de az infrastruktúrában nem esett kár. A 465–469 pályaszámú szerelvény hajtott kocsijainak kerekei meglaposodtak. Az ügyészség 2020 januári közleménye szerint a két szerelvény javíttatása 150 millió forintba került, valamint a metrópótlók közlekedése kétmilliós pluszköltséget okozott, amely 94 ezer utast érintett.

## Következmények
Az eset után sebességkorlátozást vezettek be az érintett szakaszon. Ez hatással volt a menetrendre is, a BKV a Puskás Ferenc Stadion – Örs vezér tere közötti menetidőt 4 percről 7 percre növelte, valamint a követési idő is megnőtt.
A KBSZ a zárójelentésben biztonsági ajánlásokat tett. Javasolták az üzemeltető BKV-nak, hogy a gyártóval együtt dolgozzanak ki olyan műszaki megoldást, ami szélsőséges időjárási esetekben is biztosítja a kerekek és a sínek közötti megfelelő tapadást. A BKV dolgozzon ki szabályokat a rosszabb időjárás esetén bekövetkező csúszóssá váló pályán való közlekedés esetére. Valamint a BKV dolgozzon ki eljárást, a járművezetők kézi vezetési rutinjának növeléséhez. A BKV ennek megfelelően eljárásrendeket dolgozott ki.
2018-ban sínfűtést építettek ki a felszín 150 méter hosszúságú szakaszán. 2019-ben a BKV szoftvermódosítást is rendelt vonal vonatvezérlési és biztonsági rendszeréhez. Az M2 vonalának az Örs vezér tere és a Stadionok állomások közötti pályaszakaszára vonatkozó vonatvezérlés korszerűsítéséről szóló közbeszerzését a Siemens Mobility Kft. nyerte meg 875 092 000 forint értékben. A célja a 0,73 m/s² garantált vészfékezési ráta értékének 0,4 m/s² értékre történő módosítása volt.
A sebességkorlátozást 2020. december 3-án oldották fel.

## Vádemelés
A BRFK 2019. október 10-én lezárta a nyomozást, amely szerint két embert gyanúsítottak, és az iratokat átadták az ügyészségnek.
A Budapesti VI. és VII. Kerületi Ügyészség 2020. január 20-án emelt vádat az ügyben érintett metróvezető és a baleset előtti éjszaka szolgálatot teljesítő forgalomirányító ellen. A vádirat szerint a forgalmi menetirányító utasítást adott a biztonsági rendszer által vezérelt kézi üzemmód használatára, sebességkorlátozást azonban nem rendelt el. A vádirat szerint ez szükséges és indokolt lett volna. Az ügyészség szerint a megállóhoz közeledő szerelvényt vezető járművezető nem a forgalmi körülményeknek megfelelő, biztonságos sebességgel haladt, de még fel is gyorsított 57 km/h-ra, emiatt pedig a megálló előtt fékezéssel, majd a szerelvény megcsúszása után a fékezés oldásával és vészfékezéssel sem tudott időben megállni. Az ügyészség így vasúti közlekedés tömegszerencsétlenséget eredményező gondatlan veszélyeztetésének vétsége és közérdekű üzem működése gondatlan megzavarásának vétsége miatt nyújtott be vádiratot mindkét férfi ellen a Pesti Központi Kerületi Bíróságra. A vádirat továbbá tartalmazza, hogy különösen nagy kárt okozóan követték el. Letöltendő szabadságvesztést és a vasúti járművezetéstől, illetve a forgalmi menetirányítói foglalkozástól való eltiltást indítványoztak. Abban az esetben, ha a vádlottak beismernék bűnösségüket az előkészítő ülésen, és lemondanának a tárgyaláshoz való jogukról, az eltiltások mellett megelégednének felfüggesztett fogházbüntetés és pénzbüntetés kiszabásával is.
Az ügyészség közleményére reagálva a Metróért Egyesület a 2020. január 22-i közleményében megdöbbenésüket fejezték ki, hogy a végrehajtó forgalmi szolgálatban lévő dolgozók ellen emeltek vádat. Hozzátették, hogy az eseményt kivizsgálta a Közlekedésbiztonsági Szervezet, annak megállapításai helytállóak. A közleményben kitérnek arra, hogy a M2-es vonalon a világ legkorszerűbbnek tartott vonatbefolyásoló berendezése üzemel, és ezt a járművezető nem kapcsolta ki. A vonat által megtett fékút több mint háromszorosa volt, az adott sebességhez tartozó normális fékútnak, valamint az Alstom szerelvények elpörgés és csúszásvédelemmel is rendelkeznek, melynek hatásosságában bíznia kellett a járművezetőnek. A Városi és Elővárosi Közlekedési Egyesület (VEKE) véleménye szerint a biztosítóberendezés nem tette meg azt az alapkövetelményt, amely csúszós pálya esetén is minden emberi hibát kivéd. Ezért gyalázatosnak minősítették az ügyészség eljárását.
A 2020 júliusában tartott előkészítő ülésen az éjszakás menetirányító és a járművezető sem ismerte el a felelősségét. 2020 november végén az első tárgyalási napon a csúszós pálya miatt a kézi vezérlést üzemmódot elrendelő, a szolgálatot reggel 6 órakor átadó menetirányítót kérdezték az eset körülményeiről, aki azonban a szolgálat átadása után csak utólag értesült a történtekről. A VEKE véleménye szerint a felelőst nem az egyszerű dolgozók között kell keresni.
2024. január 30-án a Pesti Központi Kerületi Bíróság elsőfokon bűncselekmény hiányában felmentette a járművezetőt és menetirányítót is a vádak alól. A szakértők szerint a baleset egy műszaki hiányosság miatt történt. Az ügyész fellebbezést jelentett be, ezért az ügy másodfokon a Fővárosi Törvényszéken folytatódik.